# Cesiomaggiore
Cesiomaggiore je italské město v provincii Belluno v regionu Benátsko (Veneto). Má 4 187 obyvatel (2011).

## Původní název
Město se až do roku 1867 jmenovalo Cesio.

## Partnerská města
- Aratiba, Brazílie